# Baraya
Baraya è un comune della Colombia facente parte del dipartimento di Huila.
Il centro abitato venne fondato nel 1841.